# Japalura brevipes
Espèce
Japalura brevipes est une espèce de sauriens de la famille des Agamidae.

## Répartition
Cette espèce est endémique de Taïwan.

## Étymologie
Le nom spécifique brevipes vient du latin brevis, court, et de pes, le pied, en référence à l'aspect de ce saurien.

## Publication originale
- Gressitt, 1936 : New reptiles from Formosa and Hainan. Proceedings of the Biological Society of Washington, vol. 49, p. 117-121 (texte intégral).